# Partito Rivoluzionario del Popolo Mongolo (2010)
Il Partito Rivoluzionario del Popolo Mongolo (in mongolo: Монгол Ардын Хувьсгалт Нам, МАХН; traslitterato Mongol Ardyn Huv'sgalt Nam; MAHN) è un partito politico mongolo.

## Risultati elettorali
| Elezione                                                                    | Voti    | %     | Seggi   |
| --------------------------------------------------------------------------- | ------- | ----- | ------- |
| Parlamentari 2012 a                                                         | 252.077 | 21,04 | 11 / 76 |
| Parlamentari 2016                                                           | 112.850 | 8,00  | 1 / 76  |
| Parlamentari 2020 b                                                         | 323.675 | 8,10  | 1 / 76  |
| a Шударга ёс эвсэл (Shudarga yos evsel) b Та бидний эвсэл (Ta bidnii evsel) |         |       |         |